# Jüdischer Friedhof (Mönchsdeggingen)

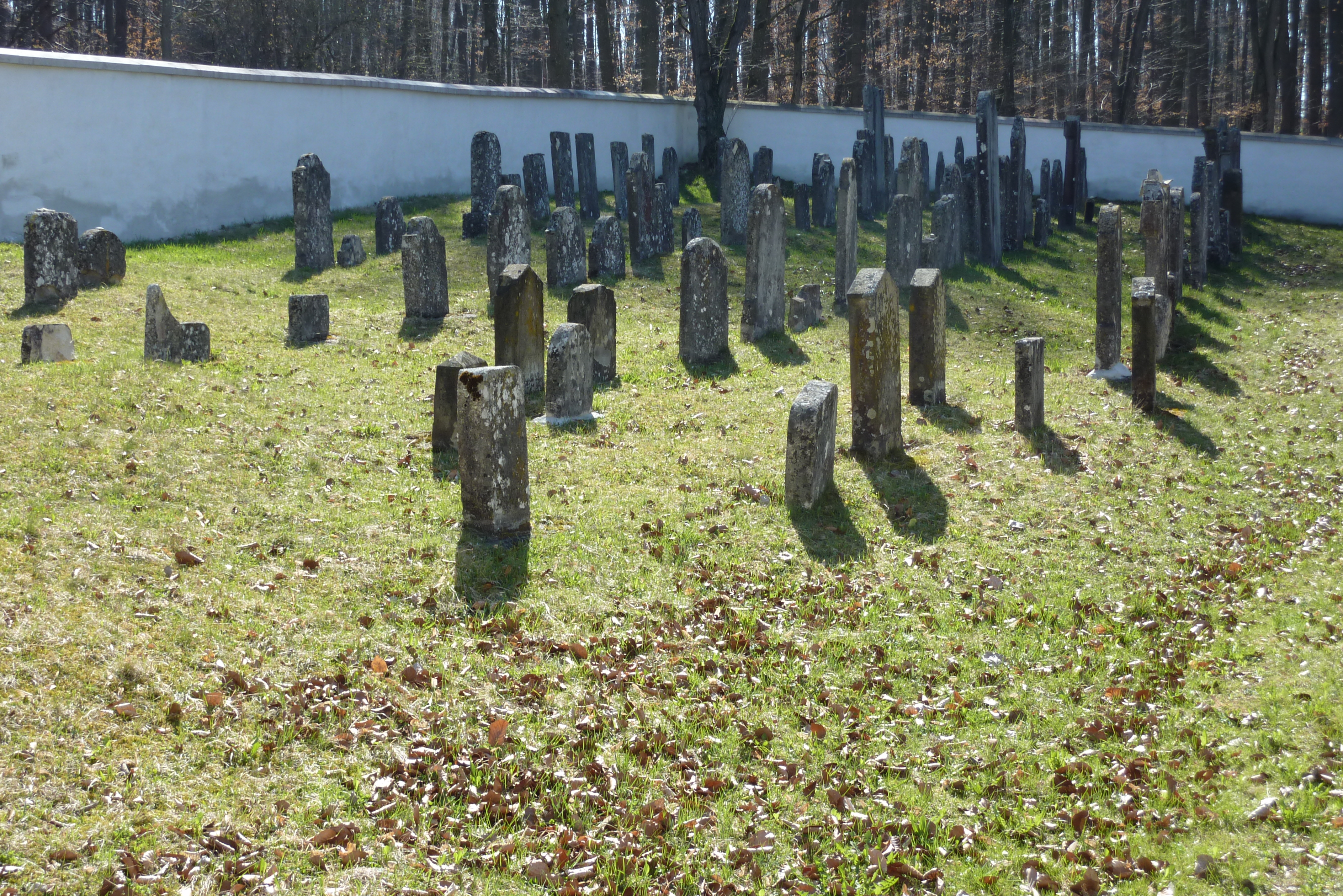
Jüdischer Friedhof in Mönchsdeggingen

Der jüdische Friedhof in Mönchsdeggingen, einer Gemeinde im schwäbischen Landkreis Donau-Ries in Bayern, befindet sich außerhalb des Ortes in Richtung Bissingen an der Magerbeiner Steige.

## Geschichte
Die jüdische Gemeinde Mönchsdeggingen bestattete zunächst ihre Toten auf dem jüdischen Friedhof in Harburg. Der eigene Friedhof in Mönchsdeggingen wurde um 1832/33 angelegt.
Als erste wurde 1833 Rikel Krischer geborene Heimann (1781 – 24. Juli 1833), die Witwe von Samuel Krischer in Hürben, beigesetzt. Die letzte Bestattung fand 1879 statt. Heute sind auf dem Friedhof noch 143 Grabsteine vorhanden. Der quadratische Friedhof hat eine Fläche von 14,30 Ar und ist von einer Bruchsteinmauer umgeben.

## Taharahaus

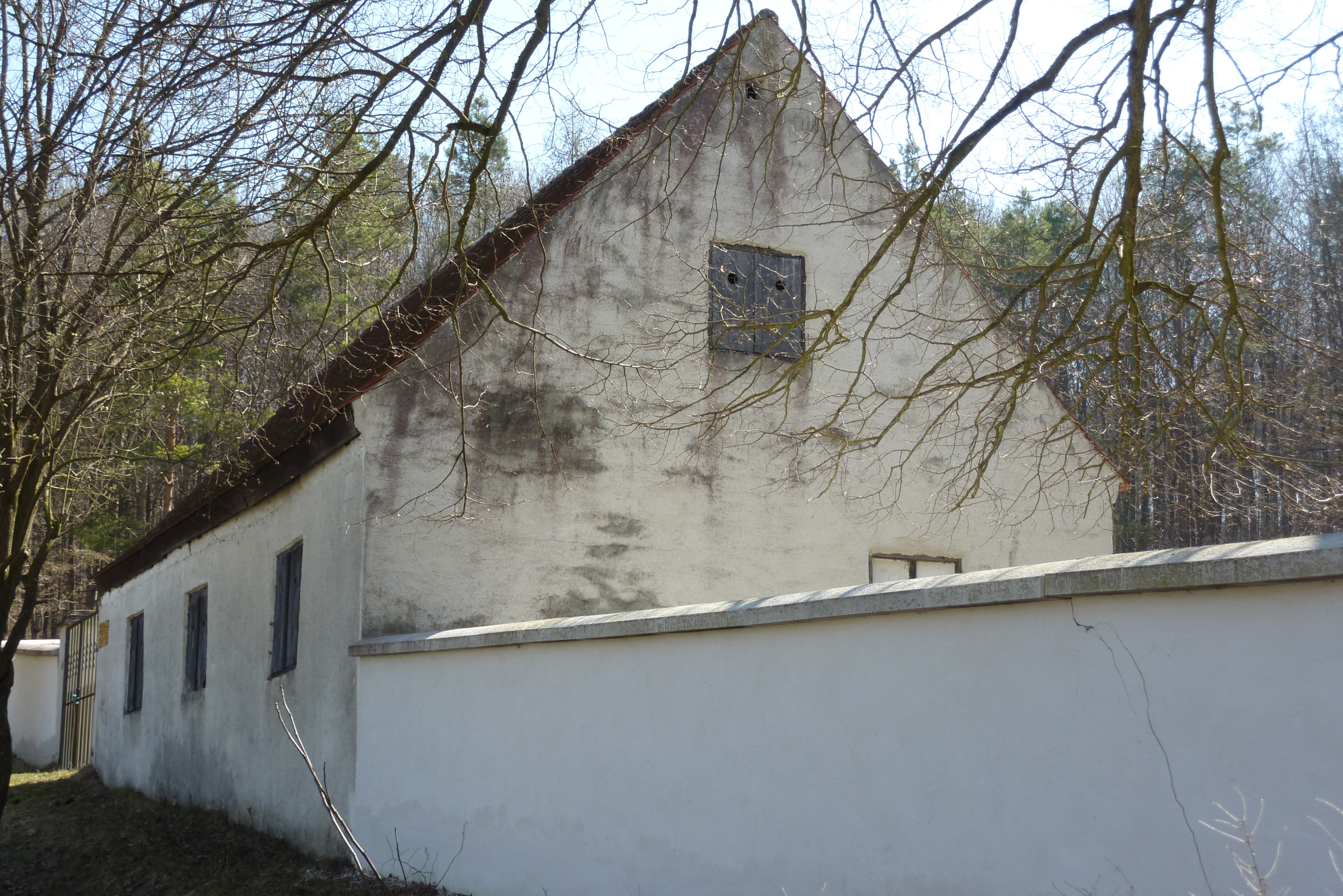
Taharahaus auf dem jüdischen Friedhof in Mönchsdeggingen

Rechts neben dem Eingang steht ein großes Taharahaus, das wohl bereits bei der Anlegung des Friedhofs erbaut wurde.

## Zeit des Nationalsozialismus
Während der Zeit des Nationalsozialismus gab es keine Zerstörungen auf dem Friedhof. Der evangelische Kirchendiener Friedrich Wiedemann (1897–1991) erwarb am 27. Juni 1939 das Friedhofsgelände und bewahrte es dadurch vor Zerstörungen durch die Nationalsozialisten.